# Кабаки
Кабаки́ (біл. Кабакі) — агромістечко у Березівському районі Берестейської области, що в Білорусі. Орган місцевого самоврядування — Першомайська сільська рада. Населений пункт розташований за 20 км від Берези і за 12,2 км від залізничної станції «Береза-Картузька».

## Географія
Лежить за 20 км на південний захід від Берези.

## Історія
У XVIII столітті село було центром Кабацького ключа у володіннях російського магната Петра Румянцева.

## Населення
За переписом населення Білорусі 2009 року чисельність населення села становила 613 осіб.